# Vergine addolorata e Cristo morto
La Vergine addolorata e Cristo morto è un dipinto a olio su tela (264,5×133 cm) di Antonio Balestra, datato 1724 e conservato nella chiesa di Sant'Agata di Brescia come pala dell'altare della cappella del Santissimo Sacramento.

## Storia
La pala è da considerarsi la redazione definitiva del dipinto di pari soggetto e concezione conservato nella sacrestia della chiesa di San Giovanni Evangelista. Anche la datazione è nota, grazie a un manoscritto dello stesso Balestra in cui il pittore la ricorda e la dice eseguita nel 1724.
L'opera è menzionata in tutte le guide artistiche locali a partire da quella del 1747 di Francesco Maccarinelli e viene installata in sostituzione di un Cristo con la croce, molto lodato dalle guide precedenti e oggi ignoto alla critica.

## Descrizione
Il dipinto, di composizione molto semplice, raffigura la Madonna in piedi a sinistra mentre, in atteggiamento sconsolato, osserva Gesù morto, disteso ai suoi piedi. Maria Maddalena e san Giovanni Battista appaiono marginalmente tra la Vergine e Gesù, il secondo solo con la testa, entrambi rivolti verso Maria.
Sopra il gruppo volteggiano tra le nubi due angioletti, mentre un terzo si trova ai piedi di Gesù.

## Stile
Scrive il Maccarinelli: "Antonio Balestra Allievo di quel tanto celebre Maestro della Scuola Romana Carlo Maratta, diede a conoscere di quest'opera ragguardevole la pratica perfetta e l'eccellenza de suoi pennelli. Quivi il Balestra lasciò, per così dire ogni suo preggio, rimarcando questo lavoro di quanto può maj modernamente inventare l'arte nobilissima della Pittura". Dopo averlo descritto minutamente, il critico conclude: "Apparisce dico, di tal maniera la vaghezza del colorito, la nobilissima Idea, la naturalezza, la degradazione delle Figure, che fra' d'ogn'altro lavoro dei moderni Pittori, questo s'è guadagnato l'estimazione ed il decoro".
Il dipinto si inserisce perfettamente tra le altre opere del Balestra degli anni 20 del secolo, in particolare il Sant'Ignazio per la chiesa di San Sebastiano e i Santi francescani per la chiesa di San Bernardino di Verona: in tutte, la composizione risulta semplificata mediante lo sfruttamento di schemi tradizionali animati da forti scorci diagonali, mentre i cromatismi si schiariscono e le campiture di colore, elaborate sui toni dell'azzurro e del rosso vivo, si stagliano nette contro cieli lattiginosi. Anche la maggiore semplicità è un'evoluzione di schemi già adottati in precedenza: rimane invariato solamente il modo di trattare la materia, se non nel senso di un progressivo schiarirsi e raffreddarsi del colore, processo del quale la pala di Sant'Agata rappresenta un'importante tappa.
Il grande appiombo della Vergine, così come il suo sviluppo statuario, è allineabile con la cultura tardo barocca veronese sul tema iconografico di Maria anche in tele dove Maria non è la figura centrale: nella Pietà di Sant'Agata la piramide strutturale compositiva culmina proprio nel vertice costituito dal volto della Vergine, alla quale tutte le linee di fondo del dipinto si riconducono. Sono però rilevabili alcune ripetizioni di soluzioni già utilizzate in precedenti lavori: scrive a tal proposito Bruno Passamani nel 1962: "La ripetizione di certe soluzioni non è un fenomeno nuovo nel Balestra, non solo per la pratica necessità di rispondere al numero cospicuo di commissioni, non conseguente parziale inaridimento della vena inventiva, ma pure per gli innegabili limiti d'un operare spesso artigianale al quale il pittore, come tutti, del resto, non ebbe mai la pretesa di sottrarsi".